# Angina Prinzmetala
Angina Prinzmetala, dławica Prinzmetala, dusznica Prinzmetala, dławica naczynioskurczowa, dławica odmienna (łac. angina vasospastica, angina Prinzmetali) – rzadka odmiana choroby niedokrwiennej serca, opisana po raz pierwszy w roku 1959 przez Myrona Prinzmetala i współpracowników, wywołana miejscowym skurczem pojedynczej tętnicy wieńcowej. W wytycznych ETK, ACC i AHA zaliczana jest do przewlekłych zespołów wieńcowych.

## Patogeneza
W anginie Prinzmetala dochodzi do lokalnego spazmu (skurczu) naczyniowego dużej tętnicy wieńcowej, wywołanego przez napływ jonów wapnia do miocytów gładkich.

## Objawy i przebieg
Charakterystyczne cechy anginy Prinzmetala to:
- uniesienie odcinka ST w elektrokardiogramie (obraz taki jak w zawale serca, w typowej chorobie niedokrwiennej występuje obniżenie tego odcinka)
- brak wzrostu aktywności enzymów (troponiny I lub T, CK-MB, AST) – wzrost jest charakterystyczny dla zawału
- pacjenci ze stwierdzoną anginą Prinzmetala są zwykle o 10 do 20 lat młodsi od pacjentów z typową postacią choroby niedokrwiennej
- u chorych nie występują najczęściej typowe czynniki ryzyka choroby niedokrwiennej (cukrzyca, hiperlipidemie, nadciśnienie tętnicze, otyłość), częste natomiast jest palenie papierosów
- pacjenci z tą postacią choroby zwykle dobrze tolerują wysiłek, dolegliwości (typowe dla choroby niedokrwiennej serca, niekiedy z tachyarytmiami i omdleniami) pojawiają się najczęściej we wczesnych godzinach rannych, budząc pacjenta
- charakterystyczne dla tej choroby są okresy zaostrzeń na przemian z okresami remisji
- angina Prinzmetala często współistnieje z migreną, zespołem Raynauda lub astmą aspirynową
- może być także wywołana spożyciem alkoholu, zaburzeniami emocjonalnymi, przyjmowaniem 5-fluorouracylu lub cyklofosfamidu.

## Rozpoznanie
U około połowy chorych stwierdza się, metodami kardiologii inwazyjnej, zwężenie bliższego odcinka zajętej tętnicy wieńcowej. W diagnostyce choroby znajduje zastosowanie próba z ergonowiną.

## Leczenie
Angina Prinzmetala wymaga leczenia dużymi dawkami nitratów i antagonistami wapnia (werapamilem, diltiazemem) – charakteryzuje się wówczas dobrym rokowaniem (5-letnie przeżycie powyżej 90%).